# Gül Baba
Gül Baba (Merzifon, ... – Buda, 2 settembre 1541) è stato un poeta ottomano del XVI secolo che, secondo Evliyā Çelebi, avrebbe partecipato al vittorioso assedio ottomano di Buda, dove sarebbe morto pochi giorni dopo la conquista della città ungherese da parte degli ottomani.

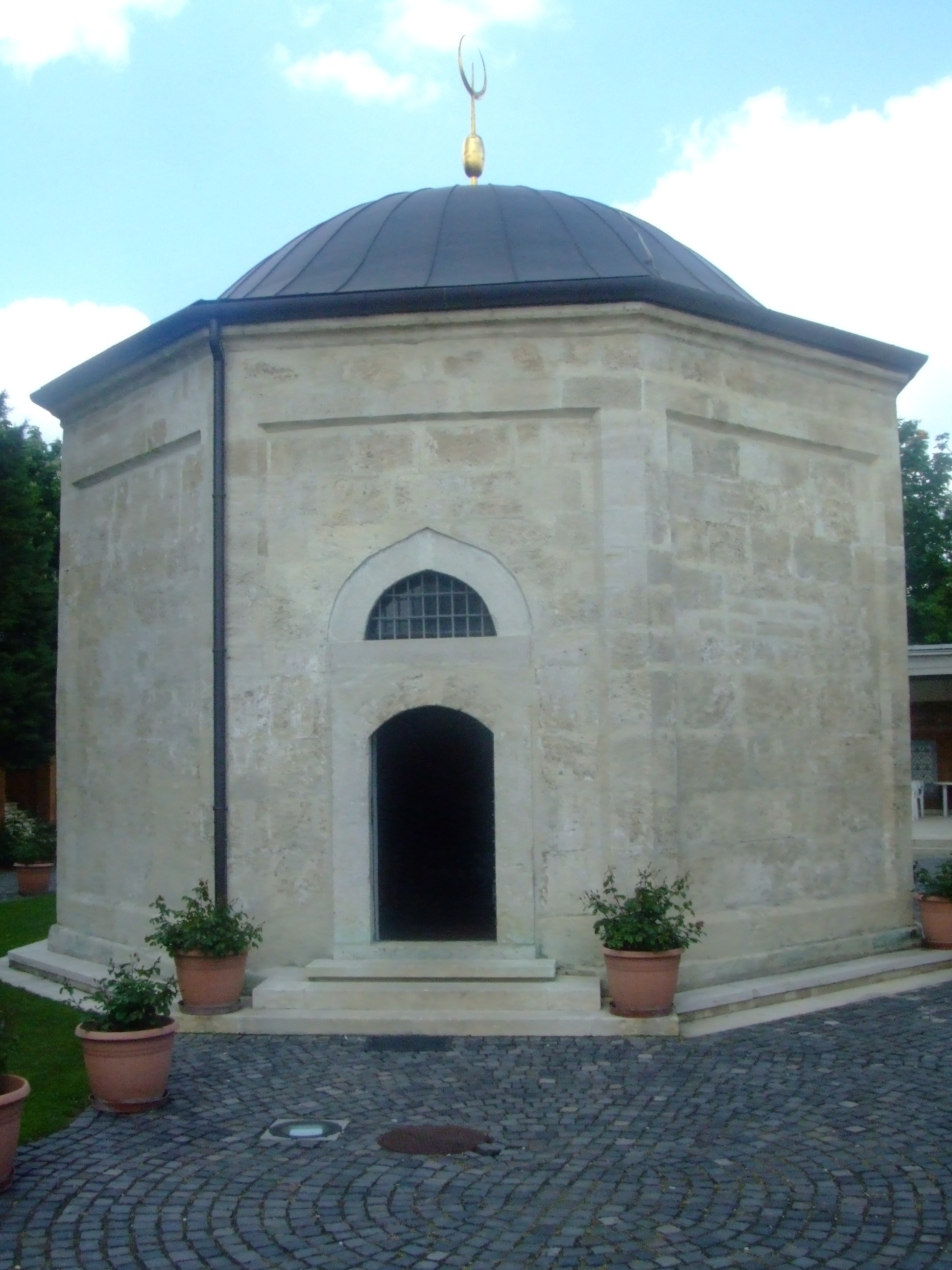
La türbe di Gül Baba a Budapest.

A lui la leggenda attribuisce un gran numero di miracoli, molti dei quali legati alle rose. Gül, in turco, significa infatti "rosa" (anche se nel caso presente il significato è quello di "zelo religioso") che è il fiore mistico per eccellenza.
Alla memoria del derviscio è legato un intero quartiere di Budapest, nella parte collinare di Buda, denominato "Collina delle rose". Sulla cima di detta collina si trova il santuario musulmano in cui si venerano le spoglie mortali di Gül Baba, edificato tra il 1543 e il 1548  da Yahyapaşazade Mehmet Pascià, beilerbei di Budin, su disposizione del Sultano Solimano il Magnifico.
Con la tipica "elasticità" di una parte del mondo sufi, la visita pia alla sua türbe (mausoleo) viene considerata da qualche sufi valida a sostituire il precetto islamico del pellegrinaggio alla Mecca, e, in effetti, molti pellegrini musulmani si recano a Budapest un po' da tutta Europa, soprattutto dalla vicina Germania.
Il santuario è sponsorizzato dal governo turco, che intenderebbe dotarlo anche di un centro di studi islamici.
Con l'espressione Gülbaba si indica inoltre il superiore d'una tekke (luogo in cui i sufi di una confraternita islamica, o tarīqa, si riuniscono abitualmente per i loro esercizi ascetico-spirituali) dell'ordine della Mevleviyyè (o Mawlawiyya), i cui affiliati sono noti come "dervisci roteanti".